# Бханубхакта Ачарія
Бханубхакта Ачарія (1812 — 1868) — поет, реформатор непалі, творець вже сучасної мови. Названий непальцями «адікабі» («перший поет»).
Бханубхакта Ачарія родом із сім'ї збіднілих брахманів. Його дідом був відомий пандит Шрі Крішна Ачарія. Бханубхакта в юності вивчив санскритську літературу, був поетом-експромтником (ашу кабі), міг складати вірші на будь-яку тему. Проте він відрізнявся від багатьох своїх попередників і сучасників тим, що писав народною мовою — на непалі. Він не використовував слова, запозичені з санскриту та мов літературних сусідньої Індії, як це робили непальські поети.

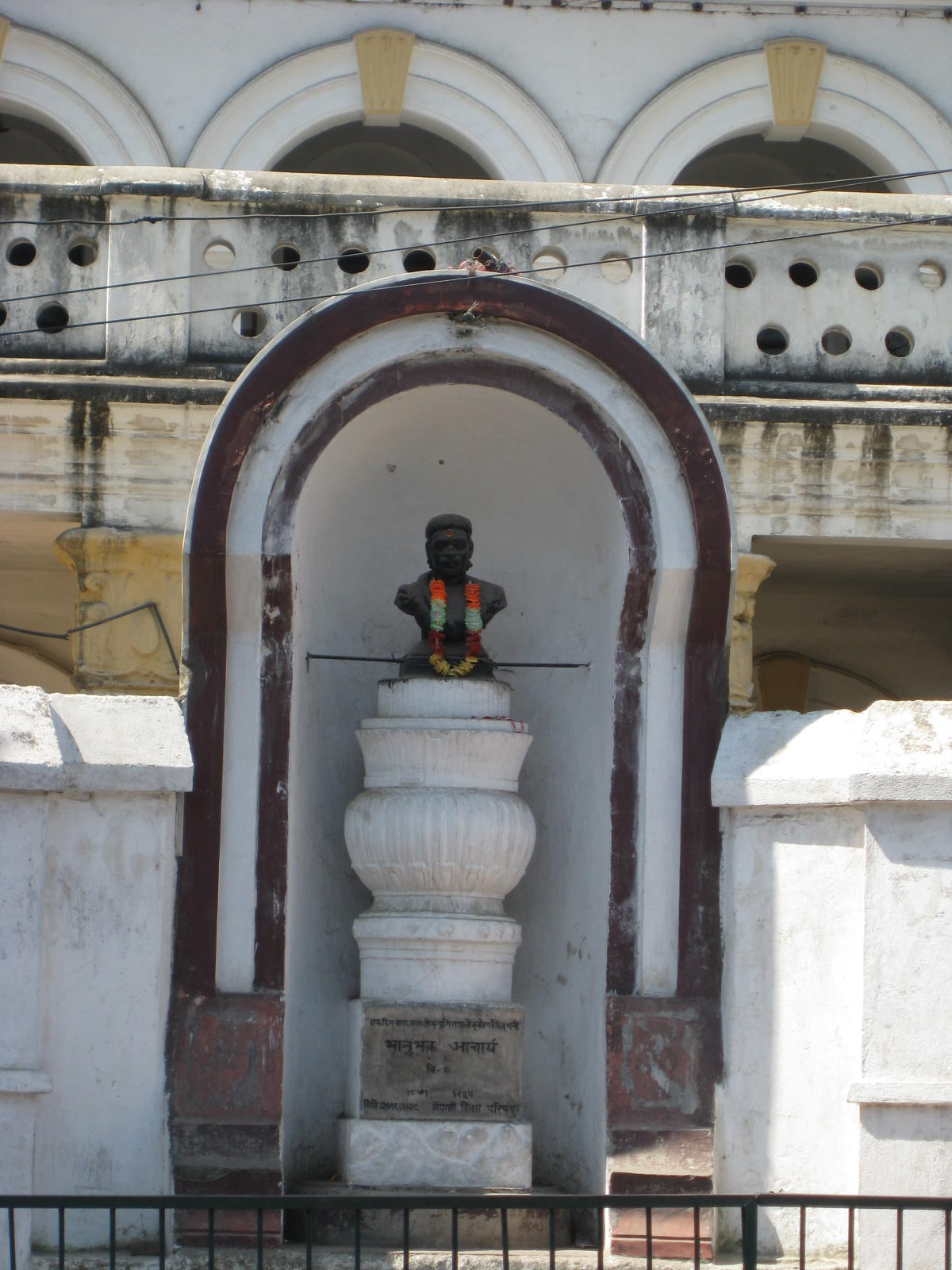
Статуя Бханубхакта Ачарія в Катманду

У своїх творах Б. Ачарія намагався розбудити «сплячий» народ, показати йому реальне життя. Він виступав за оновлення релігії, самого суспільства. У його творах лунали заклики до непокори деспотичним Рана, необхідність повернення справедливого короля до влади. Цього влада йому не простила, посадивши його до в'язниці, де він і помер. Саме там Ачарія написав свій найвідоміший твір — «непальську» «Рамаяну». У цьому творі він завуальовано описав тодішнє непальське суспільство з усіма його протиріччями, бідність народу та багатство, сваволю й жадібність чиновників і можновладців. У міфологічних персонажах легко вгадувалися сучасники Бханубхкти — реальні особи.

## Gallery

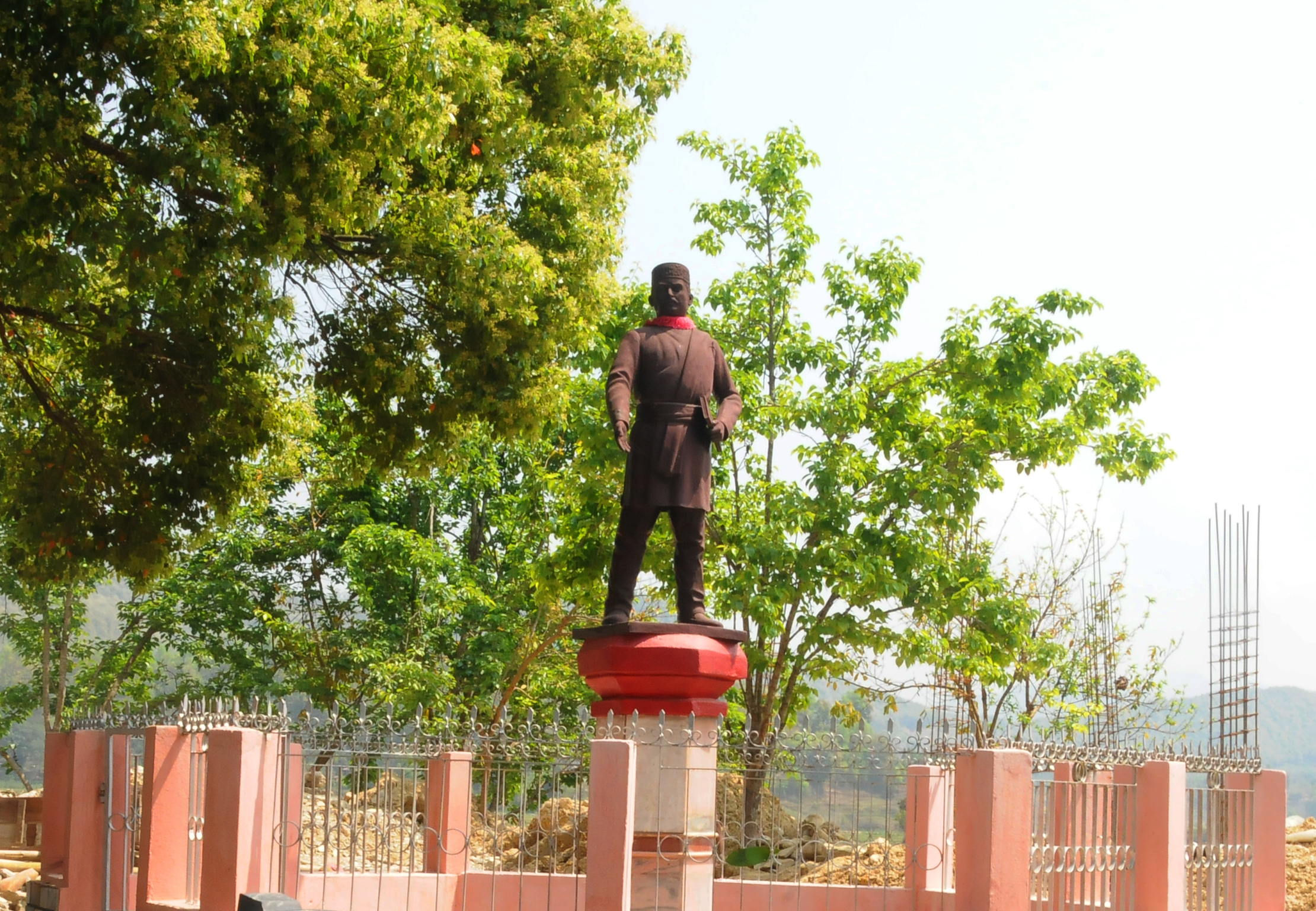
Statue of Bhanubhakta Acharya at Chundi Ramgha
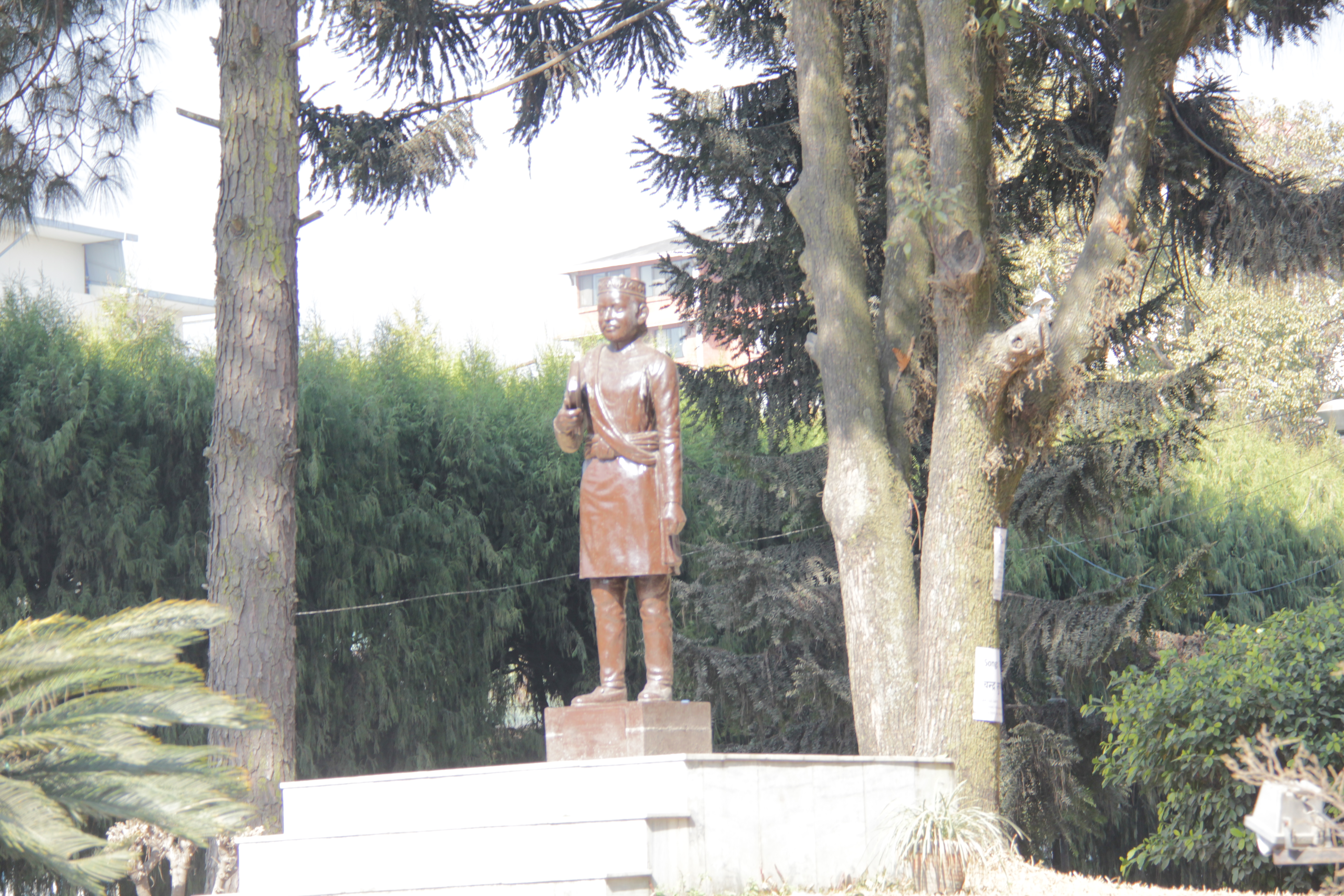
Bhanu salik at Nepal Academy
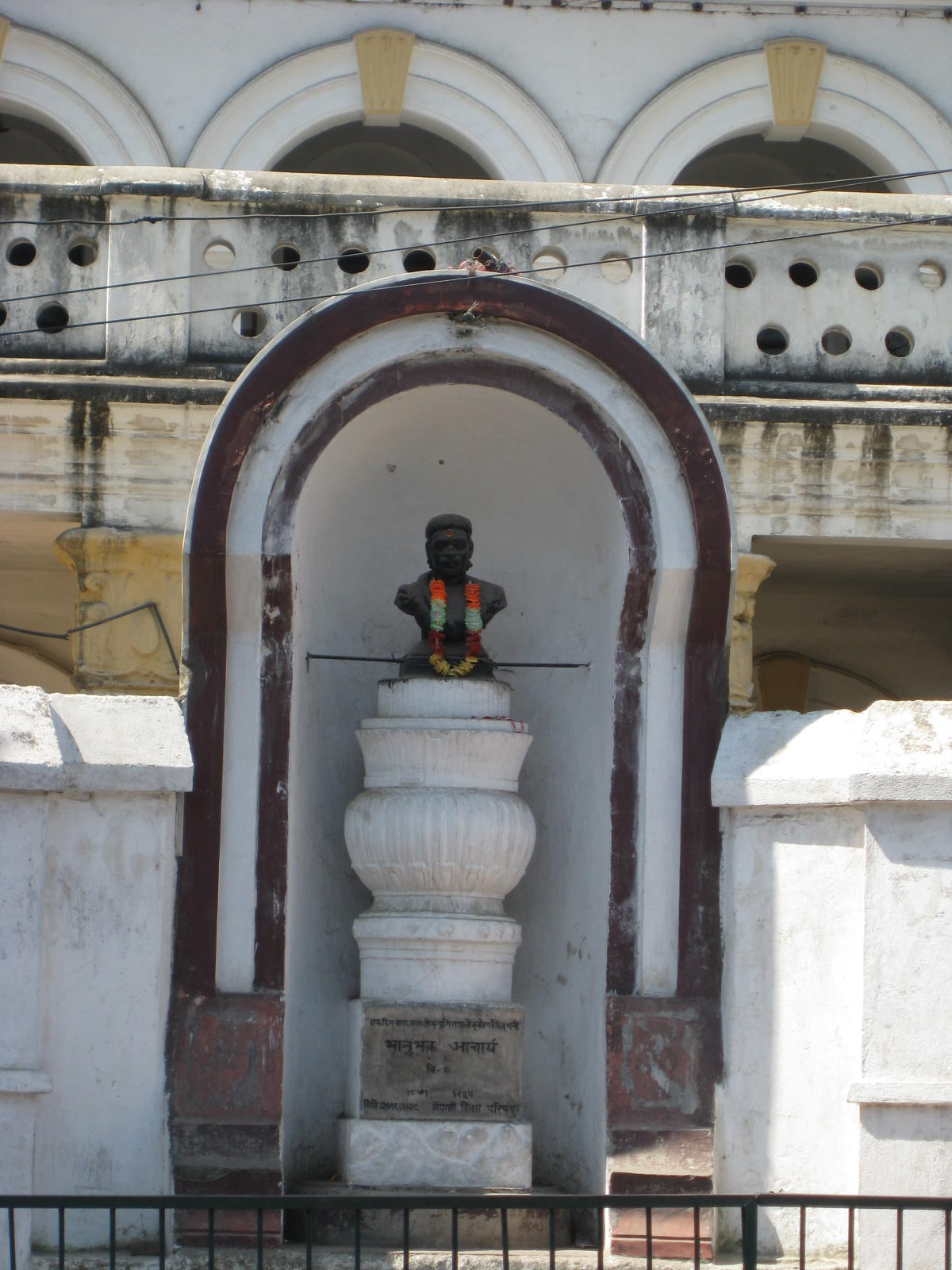
Aadikavi Bhanubhakta Acharya
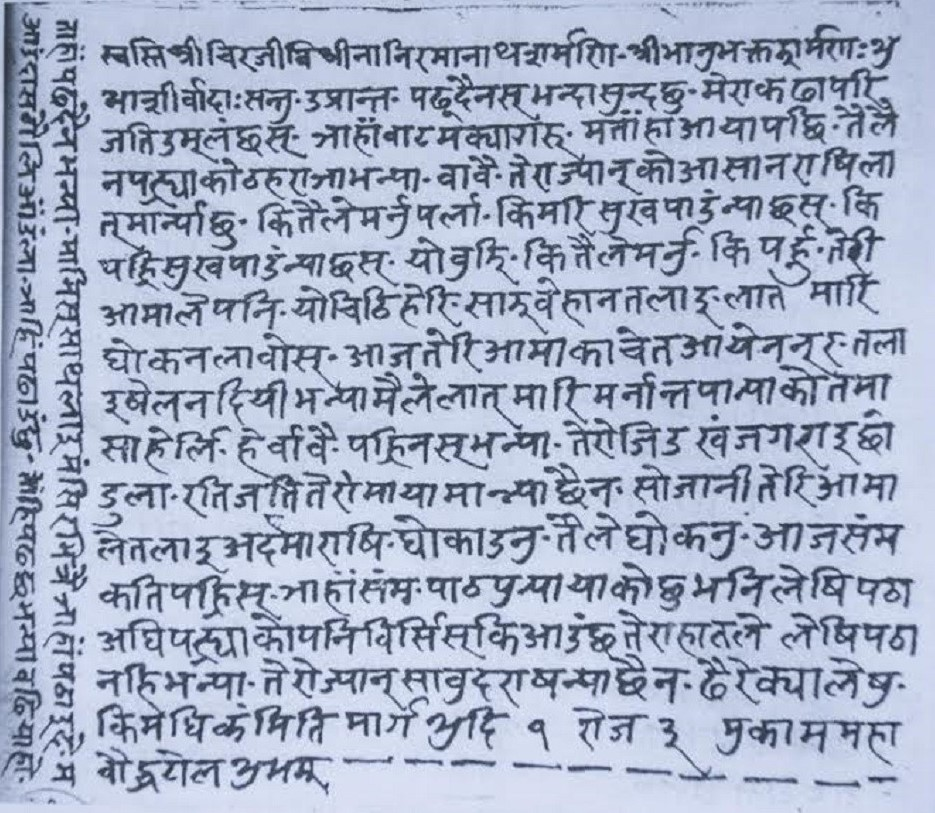
Letter of Bhanubhakta Acharya to his son (1858)
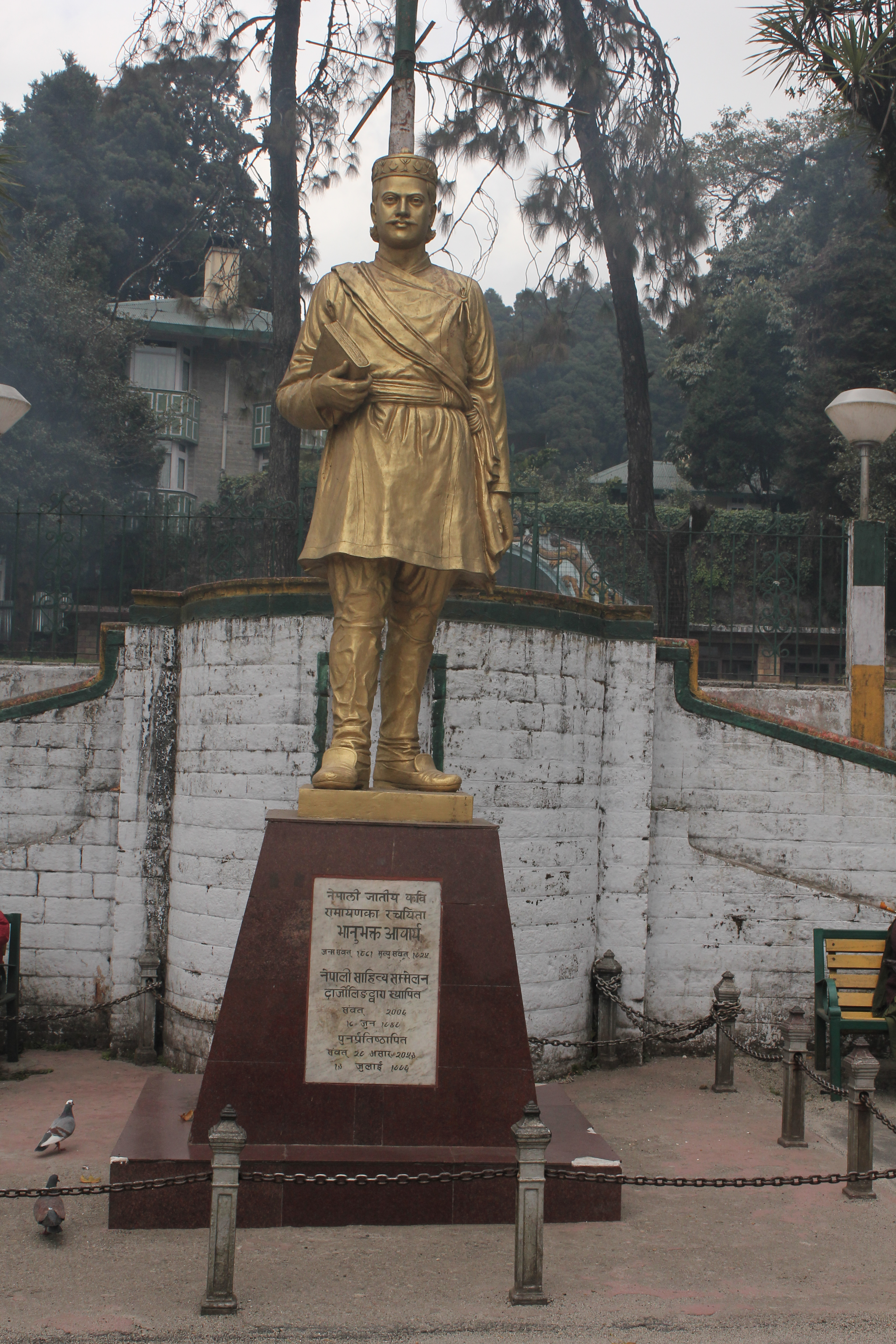
Statue of Bhanubhakta Acharya at darjeeling